# علاء الدين زهير
علاء الدين زهير (بالإنجليزية: َ Alaeddine Zouhir)‏ (من مواليد 7 مارس 2000 في تونس) هو لاعب كرة قدم إماراتي من أصل تونسي يلعب حالياً في نادي الوحدة الإماراتي في خط الدفاع.

## مسيرة اللاعب
لعب سابقاً في الاتحاد المنستيري ووقع مع نادي الوحدة الإماراتي في عام 2020 وحصل على الجنسية الإماراتية في عام 2023.

## روابط خارجية
علاء الدين زهير على موقع قاعدة بيانات كرة القدم.إي يو (الإنجليزية)
- علاء الدين زهير على موقع Soccerway.com (الإنجليزية)